# Lübecker Marzipan

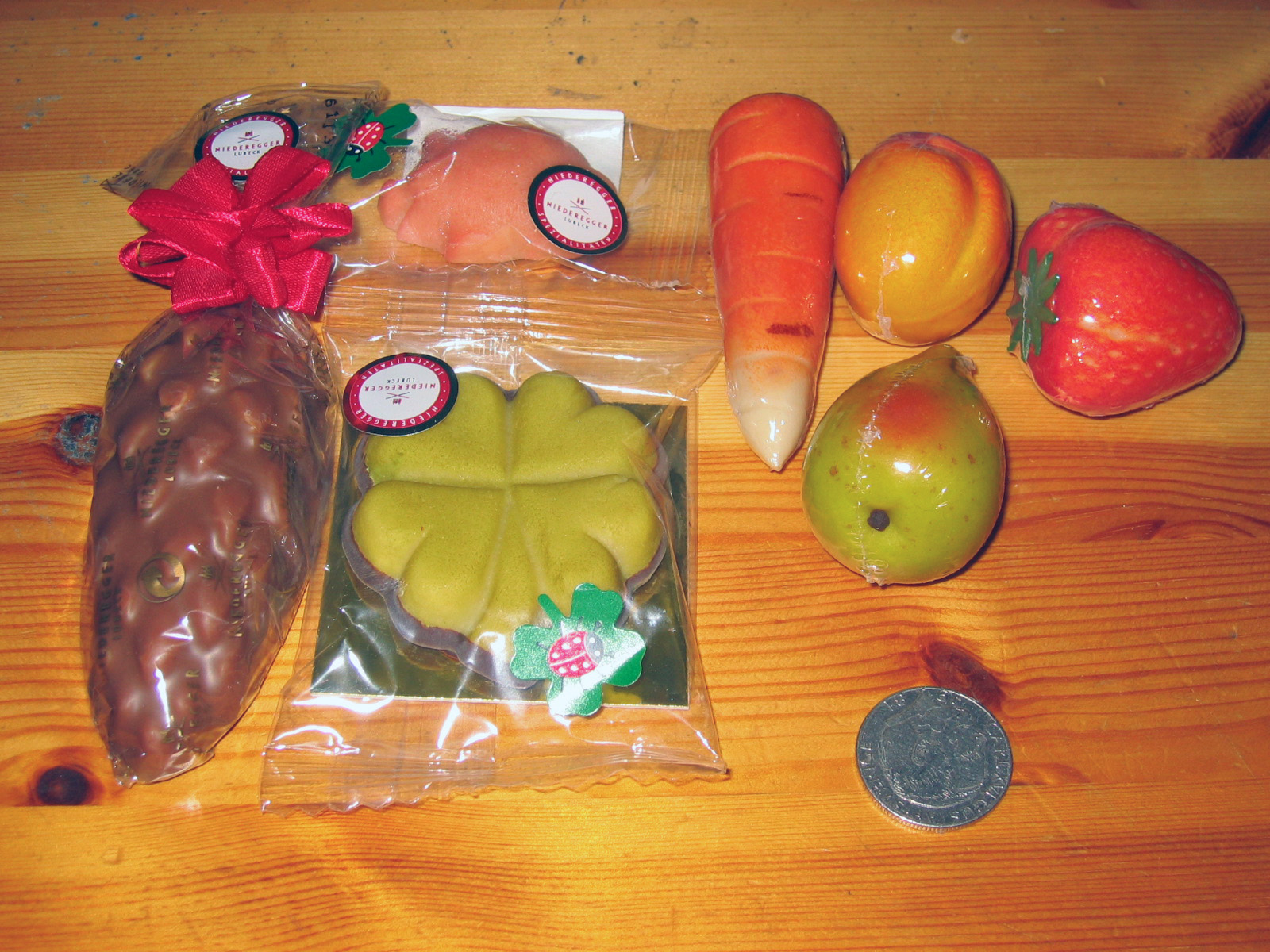
Marzipan-Produkte von Niederegger

EU-Gemeinschaftszeichen geschützte geographische Angabe gemäß Verordnung (EWG) Nr. 628/2008 der Europäischen Kommission

Lübecker Marzipan ist eine von der EU geschützte geographische Herkunftsbezeichnung (g. g. A.) für Marzipan aus der norddeutschen Stadt Lübeck und den angrenzenden Gemeinden Bad Schwartau und Stockelsdorf. Dass die Lübecker Marzipanhersteller per Selbstverpflichtung bestimmte Qualitätsgrundsätze (mindestens 70 Prozent Marzipanrohmasse, höchstens 30 Prozent Zucker) einhalten, ist für den Schutz des Begriffs nicht erheblich.

## Marzipan in Lübeck
In den Lübecker Zunftrollen wurde Martzapaen erstmals im Jahr 1530 erwähnt. Lübecks Ruf als Marzipanstadt, seine Vorrangstellung bei der Marzipanproduktion, wurde nach 1800 begründet.
Am 25. Mai 1786 gründete der in Heidelberg geborene Konditormeister Johann Gerhard Maret (1753–1804) direkt am Lübecker Marktplatz (heute Markt 17) sein Café Maret, das er seiner Frau und ihrem kleinen Sohn Peter August hinterließ. Sein in Ulm geborener Geselle Johann Georg Niederegger führte die Konditorei weiter, von 1806 bis 1822 auf eigene Rechnung. 1822 übernahm der nun mündige Peter August Maret das Café Maret, und Niederegger gründete seine eigene Konditorei gegenüber dem Rathaus in einem ein Jahr zuvor erworbenen Haus. In den folgenden Jahrzehnten wurden in Lübeck etwa ein Dutzend Marzipan-Fabriken gegründet, die den Grundstein für die heutige weltweite Verbreitung der Süßigkeit legten. Der gesetzliche Schutz der geographischen Herkunftsbezeichnung folgte 1996 und wurde im gesamten Bereich der Europäischen Union anerkannt.
Lübecker Marzipan gibt es außer von Niederegger von den Herstellern Erasmi & Carstens, Lubeca, Johannes Heinr. Martens GmbH & Co. KG, Marzipanland GmbH (Marzipan-Speicher), Mest-Marzipan GmbH und Lubs.
Königsberger Marzipan besteht ebenso wie Lübecker Marzipan aus Marzipan-Rohmasse. Zusätzlich wird das Königsberger Marzipan zum Schluss leicht abgeflämmt, also angebräunt.

## Rekorde mit Lübecker Marzipan
Im Guinnessbuch der Rekorde sind folgende Produkte aufgeführt:
- das Marzipanschwein Erwin ist das größte bisher hergestellte (Jahr 2001); vom Bäcker- u. Konditormeister Burkhard Leu (Marzipan-Speicher) 1005 kg Rohmasse in 200 Arbeitsstunden hergestellt.[6]
- das weltweit einzige Marzipankleid, 25.000 Marzipanpralinen zusammengefügt (Jahr 2002);[7]
- das aus Marzipanmasse geformte Abendmahl-Gemälde nach Leonardo da Vincis Originalbild (Jahr 2003); aus fünf Tonnen Marzipanrohmasse gefertigt, mit einer reliefartigen Bildfläche von rund 20 Quadratmetern.[7] Entsprechende Fotos und Texte sind an den Wänden des Cafés platziert.

## Film
- Lübecker Marzipan – Die Geschichte einer süßen Verführung. Dokumentarfilm, Deutschland, 2005, 60 Min., Buch und Regie: Wilfried Hauke, Produktion: NDR, Erstsendung: 2. Dezember 2005.
- Eine üppige Magenbelastung – Lübeck und sein Marzipan. Online-Vortrag von Ann-Mailin Behm im Rahmen der Vortragsreihe zum 200jährigen Jubiläum des Vereins für Lübecksche Geschichte und Altertumskunde, 56 Min., 17. Mai 2021[8]